# بياتريس مونييزي
بياتريس مونييزي (مواليد 1970) هي امرأة رواندية معروفة بتورطها في الإبادة الجماعية في رواندا. هربت إلى الولايات المتحدة حيث نجحت في التقدم بطلب للحصول على اللجوء السياسي بدعوى الاضطهاد في بلدها الأم. في عام 2013 وجدت محكمة أمريكية أنها كذبت بشأن تورطها. جُردت من جنسيتها الأمريكية وحُكم عليها بالسجن لمدة عشر سنوات.

## الحياة
ولدت مونيينيزي حوالي عام 1970 في بوتاري في رواندا.
عندما تزوجت كانت والدة زوجها بولين نيراماسوهوكو التي كانت فيما بعد وزيرة في الحكومة المؤقتة. كان الحدث الذي أدى إلى بدء الإبادة الجماعية للتوتسي هو اغتيال الرئيس الرواندي عندما أسقطت طائرته في 6 أبريل 1994. كانت والدتها وزوجها متورطين في أنشطة في مسقط رأس مونيينيزي. كان زوجها طالبًا في جامعة رواندا الوطنية في بوتاري. كما كان زعيمًا في منظمة الهوتو المتطرفة المعروفة باسم إنتراهاموي للمنطقة المحيطة بالمدينة.
أدين زوجها وآخرين بقتل لاجئين وأيتام ومرضى من المستشفى المحلي وأخذ سجناء التوتسي والترتيب لإعدامهم. على وجه الخصوص قام هو ووالدته بتنظيم وتجهيز حاجز على الطريق خارج فندق عائلتهم حيث تم التعرف على التوتسي وسجنهم وإعدامهم.
في عام 1997 تم القبض على زوجها ووالدته في نيروبي حيث كان يدير محل بقالة لمدة ثلاث سنوات.
في عام 1998 استقرت هي وبناتها الثلاث في مانشستر، نيو هامبشاير بعد أن حصلت على اللجوء السياسي بناءً على شهادتها بأنها كانت تتعرض للاضطهاد في وطنها.
كذبت مونييزي كشاهد دفاع عن زوجها وحماتها اللذان حوكما من قبل محكمة دولية لدورهما في الإبادة الجماعية في عام 2006. وقد حُكم عليهما بالسجن مدى الحياة على الرغم من أدلة مونييزي على أنهما لم يشاركا في الإبادة الجماعية. قالت إنها لم تر أي عمليات قتل عند الحاجز سيئ السمعة بالقرب من منزلهم. أدلى شهود آخرون بأدلة متناقضة ودعمتها صور الأقمار الصناعية. قررت المحكمة الأمريكية أن مونيينيزي متورط في الحاجز. قامت بفحص بطاقات الهوية لتحديد الخلفية العرقية للأشخاص، عندما قالت إن شخصًا ما من التوتسي حكمت عليهم فعليًا بالإعدام. تعرض الناس للقتل والاغتصاب عند هذا الحاجز.
في عام 2013 فقدت جنسيتها الأمريكية بناءً على شهادة الزور التي حصلت عليها في جلسة استماع بشأن لجوءها السياسي قبل عقد من الزمان. جادل محامي الدفاع عنها بأنها لم ترتكب جريمة في أمريكا وإنها كانت حاملاً وغير متورطة. جادل بأن القضية كانت تكلف ملايين الدولارات. وحُكم عليها بالسجن عشر سنوات. استأنفت هي ومحاميها الحكم لكن القضاة قالوا إن الأدلة لم تأت «في حدود بلد واحد» للدفاع عن محاكمة خاطئة.
في أكتوبر 2019 رفضت قاضية أمريكية طلبها بإعادة المحاكمة مشيرة إلى أن أسباب إعادة المحاكمة كانت تافهة. قال القاضي إن الحكم سيظل ساري المفعول وإنها واجهت احتمال الترحيل عند انتهاء مدة عقوبتها.

### اعتقال 2021
في 17 أبريل 2021 ألقي القبض على مونييزي لدى وصولها إلى رواندا بعد ترحيلها من الولايات المتحدة بتهمة القتل والتواطؤ في الاغتصاب المتعلق بالإبادة الجماعية في رواندا. ولم تعلق على الصحافة المحلية لكنها نفت الاتهامات أثناء وجودها في الولايات المتحدة.